# Settiner See
Der Settiner See liegt im Gemeindegebiet Tramm des Landkreises Ludwigslust-Parchim in Mecklenburg-Vorpommern. Das wenig gegliederte Gewässer befindet sich nördlich von Göhren und ungefähr zwei Kilometer südwestlich von Crivitz. Die namensgebende Ortschaft Settin liegt westlich. Der Flachwassersee ist ungefähr 1300 Meter lang, im Nordteil etwa 600 Meter und im Südteil etwa 300 Meter breit. In der nördlichen Ausbuchtung befindet sich eine kleine Insel. Der See wird durch den Amtsgraben, der die Seenkette Millitzsee, Crivitzer See und Barniner See in nordnordöstlicher Richtung durchfließt, in die Warnow entwässert.
Am östlichen Ufer schließt sich das Waldgebiet Settiner Tannen an. Direkt am Settiner See liegt das Herrenhaus Settin, das als Hotel genutzt wird. Der See liegt in der Wald- und Wiesenlandschaft Lewitz.